# Lunca Buzăului (sit SPA)
Lunca Buzăului este o arie protejată (arie de protecție specială avifaunistică — SPA) din România întinsă pe o suprafață de 9.575,4 ha, integral pe uscat.

## Localizare
Situl se află în partea central-estică a județului Buzău și cea vestică a județului Brăila. Acesta se întinde pe teritoriile administrative ale orașelor Buzău, Pătârlagele și Nehoiu și pe cele ale comunelor Balta Albă, Berca, C.A. Rosetti, Cilibia, Cislău, Gălbinași, Măgura, Mărăcineni, Pănătău, Pârscov, Robeasca, Săgeata, Săpoca, Siriu, Unguriu, Vadu Pașii, Vernești și Viperești din județul Buzău; și pe cele ale comunelor Grădiștea, Jirlău, Racovița, Râmnicelu, Surdila-Greci, Șuțești și Vișani; și cel al orașului Făurei din județul Brăila. Centrul sitului Lunca Buzăului este situat la coordonatele 45°04′33″N 27°00′04″E / 45.075905°N 27.001089°E.

## Înființare
Situl Lunca Buzăului a fost declarat arie de protecție specială avifaunistică (ROSPA0160) în septembrie 2016 pentru a proteja mai multe specii de păsări. Acesta se suprapune în integralitate cu situl de importanță comunitară Lunca Buzăului.

## Biodiversitate
Situată în ecoregiunea alpină, continentală și stepică a Buzăului, aria protejată nu include niciun habitat protejat.
La baza desemnării sitului se află 25 specii de păsări protejate la nivel european sau aflate pe lista roșie a IUCN; astfel: uliu păsărar (Accipiter nisus), pescăruș albastru (Alcedo atthis), gâscă de vară (Anser anser), stârc cenușiu (Ardea cinerea), barză neagră (Ciconia nigra),  erete de stuf (Circus aeruginosus), erete vânăt (Circus cyaneus), dumbrăveancă (Coracias garrulus), ciocănitoare de stejar (Dendrocopos medius), ciocănitoare neagră (Dendrocopos martius), ciocănitoare de grădină (Dendrocopos syriacus), egretă albă (Egretta alba), ortolan (Emberiza hortulana), șoim de iarnă (Falco columbarius), codalb (Haliaeetus albicilla), stârc pitic (Ixobrychus minutus), sfrâncioc roșiatic (Lanius collurio), sfrânciocul cu frunte neagră (Lanius minor), pescăruș râzător (Larus ridibundus), prigorie (Merops apiaster), uligan pescar (Pandion haliaetus), ciocănitoare verzuie (Picus canus), lăstun de mal (Riparia riparia), graur comun (Sturnus vulgaris) și silvie porumbacă (Sylvia nisoria).

## Căi de acces
- Drumul național DN1B pe ruta: Ploiești - Buzău
- Drumul național DN2A pe ruta Făurei - Buzău

## Monumente și atracții turistice
În vecinătatea sitului se află numeroase obiective de interes istoric, cultural și turistic (lăcașuri de cult, monumente de arhitectură, muzee, arii naturale protejate); astfel:

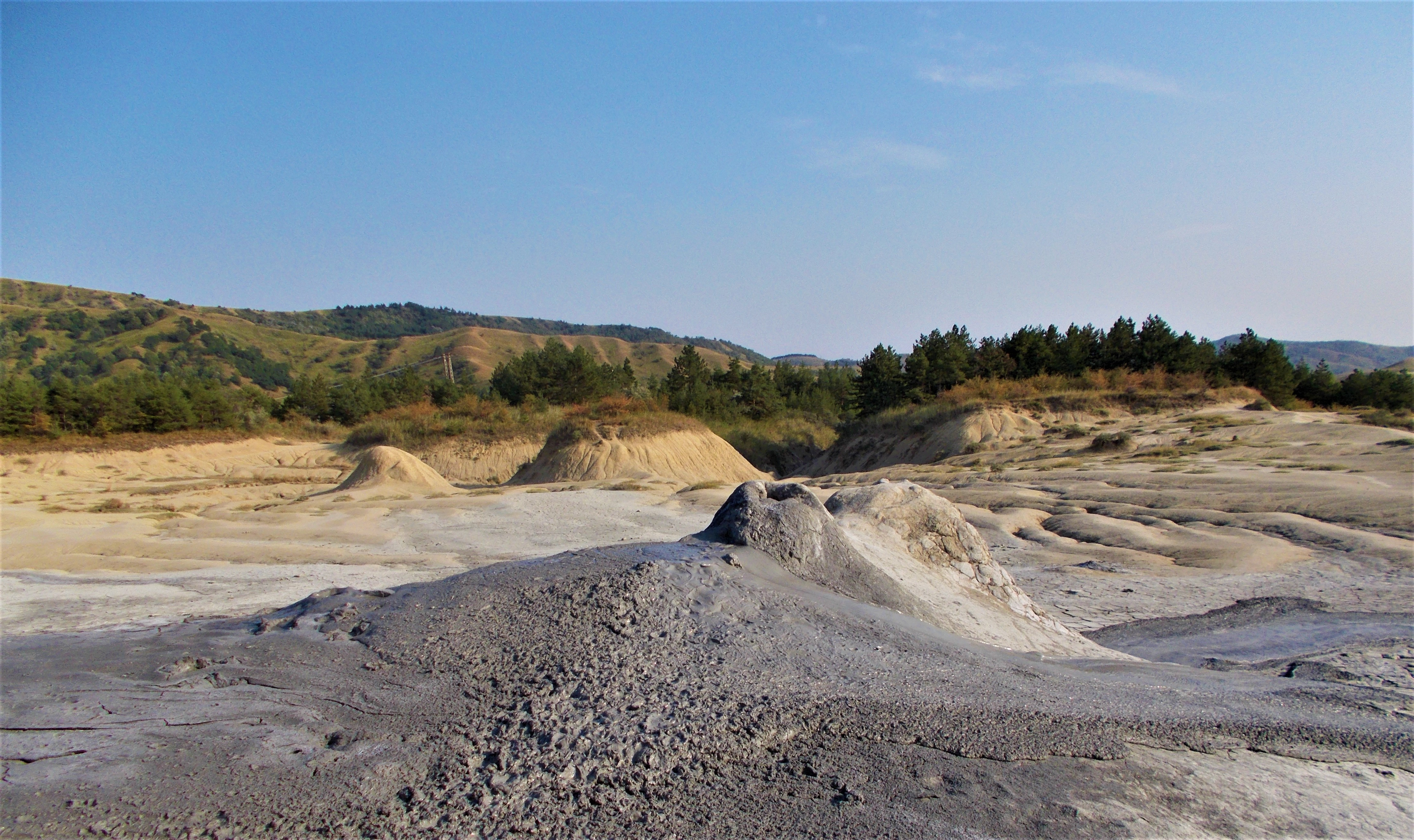
Vulcanii Noroioși de la Pâclele Mici

- Biserica "Buna Vestire" din Buzău, construcție secolul al XVI-lea, monument istoric.
- Biserica "Adormirea Maicii Domnului" (Broșteni) - Buzău, construcție 1709, monument istoric.
- Biserica "Adormirea Maicii Domnului" din Buzău, construcție 1649, monument istoric.
- Biserica "Sf. Nicolae" din Buzău, construcție 1826, monument istoric.
- Biserica "Sf. Îngeri" din Buzău, construcție 1619, monument istoric.
- Biserica "Sf. Împărați Constantin și Elena" din Buzău, construcție 1780, monument istoric.
- Biserica "Sf. Arhangheli Mihail și Gavril" din Berca, construcție 1694, monument istoric.
- Biserica "Nașterea Maicii Domnului" din Cislău, construcție 1749, monument istoric.
- Biserica "Izvorul Tămăduirii" din Ciuta, construcție 1845, monument istoric.
- Biserica "Intrarea în Biserică a Maicii Domnului" din Ciuta, construcție 1762, monument istoric.
- Casa Vergu-Mănăilă (clădirea adăpostește astăzi Colecția de etnografie și artă populară a Muzeului Buzău), construcție secolul al XVIII-lea, monument istoric.
- Palatul Comunal, Buzău (astăzi sediul Primăriei), construcție secolul al XIX-lea, monument istoric.
- Situl arheologic "La mănăstire" de la Berca (mil. III - II î.e.n., Epoca bronzului, Cultura Monteoru).
- Rezervațiile naturale: Pădurea Crivineni și Vulcanii Noroioși de la Pâclele Mici.